# Johann Jakob Grynaeus

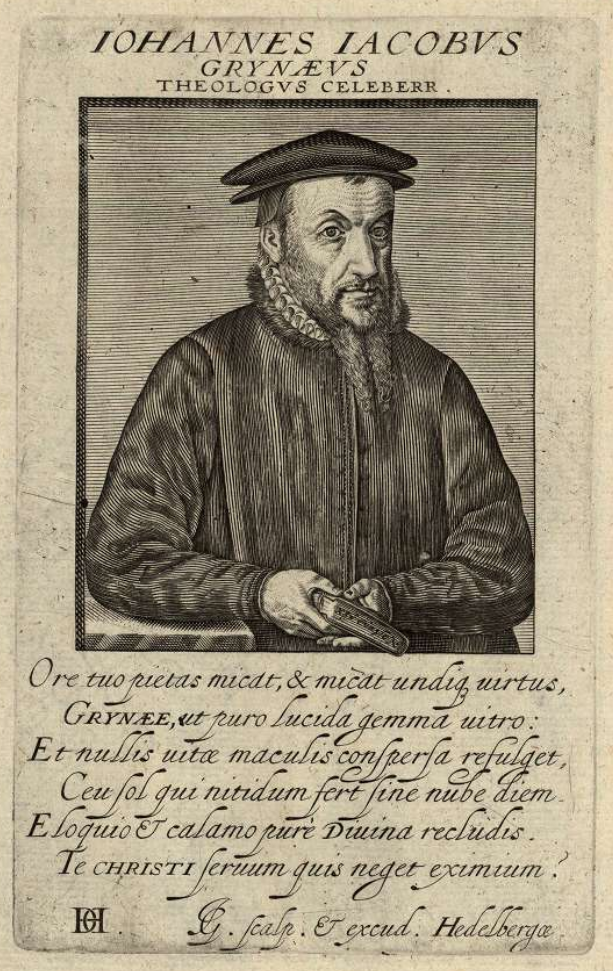
Johann Jakob Grynaeus

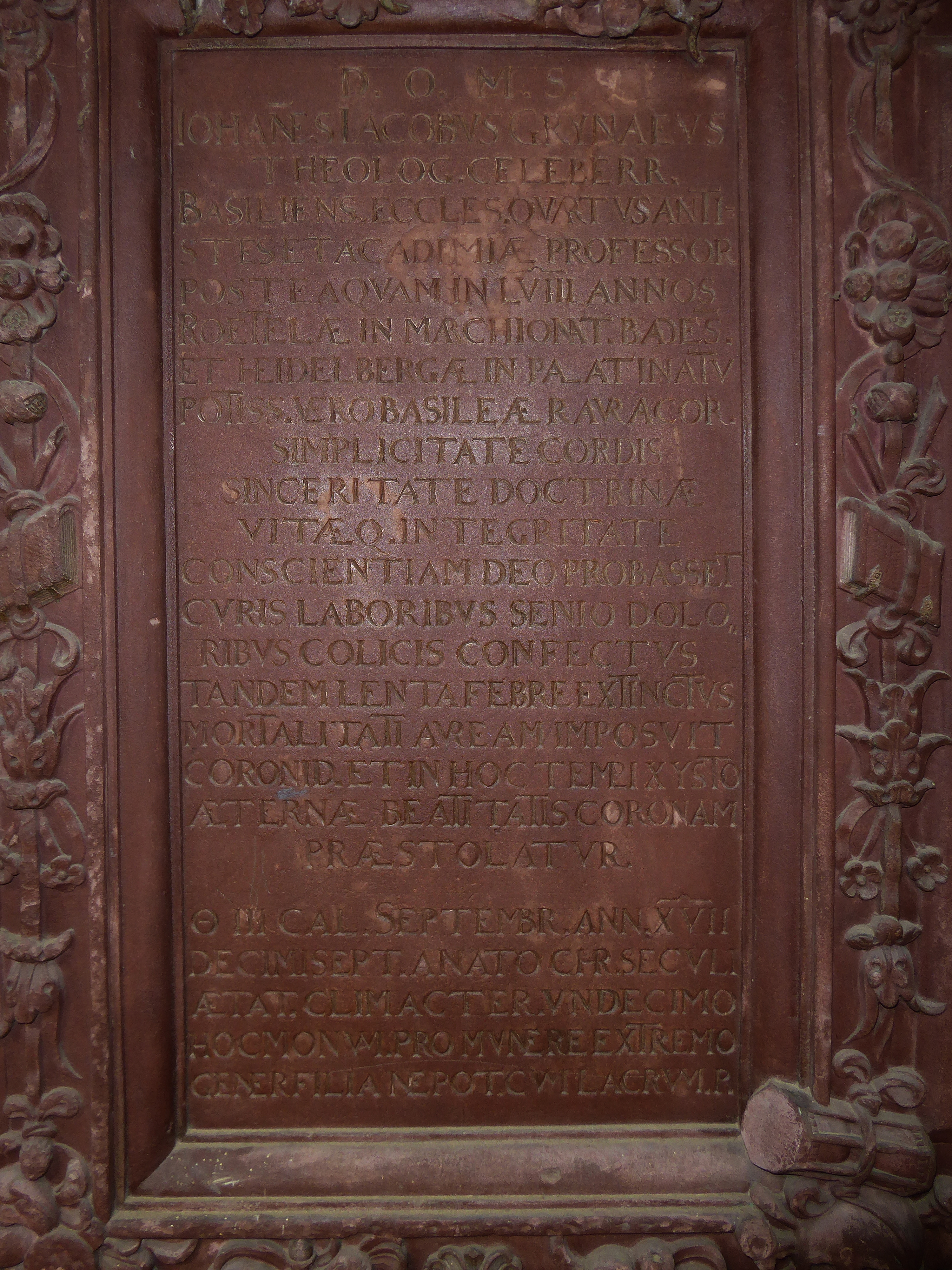
Epitaph von Johann Jakob Grynaeus im Kreuzgang des Basler Münsters.

Johann Jakob Grynaeus (* 1. Oktober 1540 in Bern; † 30. August 1617 in Basel) war ein Schweizer Theologe und Antistes am Basler Münster.

## Leben
Johann Jakob Grynaeus wurde 1540 als Sohn von Thomas Grynaeus und Adelheid Steuber in Bern geboren. Mit 19 Jahren wurde er von Simon Sulzer in Hauingen ordiniert. Dort assistierte er seinem Vater, der damals Pfarrer an der Evangelischen Kirche in Rötteln war.
Im Jahr 1569 heiratete er Lavinia de Canonicis aus Bologna, eine Pflegetochter von Thomas Erastus (1524–1583).
Von 1563 bis 1565 setzte er sein Theologiestudium in Tübingen fort und promovierte dort. Nach dem Tod seines Vaters war er von 1565 bis 1575 Superintendent in Rötteln. 1575 wurde er Professor für das Alte Testament an der Universität Basel. Sein Schwiegervater Erastus war Medizinprofessor in Heidelberg und engagierter Gegner der lutherischen Abendmahlslehre. Sein Einfluss führte Johann Grynaeus auf die Seite der Reformierten und er stellte sich 1577 gegen die Konkordienformel. 1584 wurde er vom Pfalzgrafen Johann Casimir an die Universität Heidelberg berufen und lehrte dort zwei Jahre Theologie und Geschichte. In dieser Zeit freundete er sich mit dem pfälzischen Kirchenrat Marcus zum Lamm an, mit dem er später einen regen Briefwechsel führte und als „fratri meo in Christo“ bezeichnete.
Nach dem Tod von Sulzer wurde Grynaeus 1586 sein Nachfolger als Antistes am Basler Münster. Dieses Amt, das wieder mit einer Professur an der Universität verbunden war, hatte er bis zu seinem Tod inne. Dreimal (1590, 1596 und 1603) amtierte Grynaeus als Rektor der Universität. Während seiner Amtszeit formte er die Kirche in Basel zu einer autoritären Staatskirche. Aus diesem Grund erweiterte er das Basler Bekenntnis von 1534 zu einer umfassenden und streng kontrollierten Kirchenordnung. Sein Wirken in Basel umfasste auch die Erneuerung des Schulwesens und die Einführung der Kinderlehre. Johann Jakob Grynaeus erblindete 1612, hielt allerdings weiterhin Predigten und Vorlesungen. Er wurde im Kreuzgang des Basler Münsters beigesetzt.
Johann Jakob Grynaeus war ein Neffe von Simon Grynaeus.